# Larry Nagel

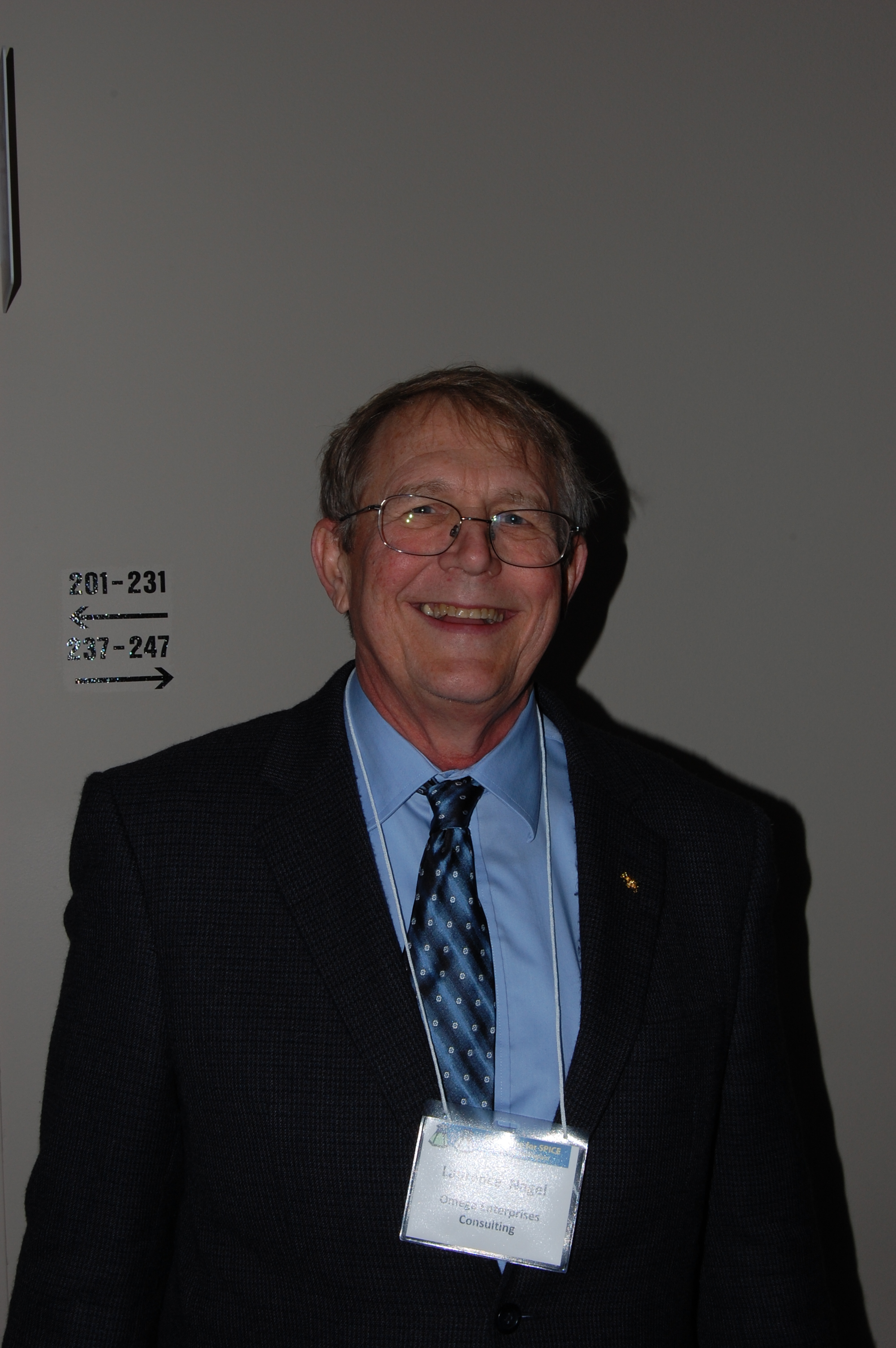
Laurence W. Nagel

Laurence W. „Larry“ Nagel (* um 1945) ist ein US-amerikanischer Elektroingenieur und ehemaliger Hochschullehrer, der als Hauptentwickler des Simulation Program with Integrated Circuit Emphasis (SPICE) gilt. Mit SPICE legte er den Grundstein für Electronic Design Automation (EDA) und die computergestützte Schaltungssimulation.
Nagel studierte an der University of California, Berkeley Elektrotechnik mit dem Bachelor-Abschluss 1969, dem Master-Abschluss 1970 und der Promotion 1975 bei Donald Pederson. Gegenstand seiner Dissertation war die Entwicklung des Simulationsprogramms analoger elektronischer Schaltkreise SPICE. Die Entwicklung begann unter Ronald Rohrer, der zunächst seine Dissertation betreute (und benutzte dessen Programm CANCER (Computer Analysis of Nonlinear Circuits Excluding Radiation), das als Klassenprojekt unter Rohrer an der Universität entstand), dann nach dessen Fortgang bei Pederson. Eine erste Version wurde 1973 vorgestellt, die zweite 1975. Danach arbeitete er als Ingenieur auf verschiedenen Gebieten im Bereich integrierter Schaltkreise bei den Bell Laboratories in Murray Hill in New Jersey und in Pennsylvania, bei denen er zwanzig Jahre war. Unter anderem entwickelte er dort das Programm ADVICE zur Schaltkreissimulation und war Projektmanager für das Schaltkreissimulationsprogramm Celerity und an der Entwicklung weiterer Softwarewerkzeuge zur Simulation von Geräten und Prozessen beteiligt. Er war an der Entwicklung des Kull-Nagel-Modells für Bipolartransistoren beteiligt und entwarf Submikron-Analogschaltkreise in NMOS-Technologie. Danach war er drei Jahre bei Anadigics in New Jersey, bevor er 1998 seine eigene Beratungsfirma gründete (Omega Enterprises Consulting). Er beriet sowohl auf seinem alten Gebiet als auch als Gutachter vor Gericht in Patentverfahren. 2008 kehrte er nach Kalifornien zurück. Er lebt in Kensington, Kalifornien.

## Schriften
- Laurence W. Nagel, Ronald A. Rohrer: Computer Analysis of Nonliinear Circuits, Excluding Radiation, IEEE Journal of Solid State Circuits, Band 6, 1971, S. 166–192 (Cancer)
- L. W. Nagel, D. O. Pederson: SPICE (Simulation Program with Integrated Circuit Emphasis), Memorandum No. ERL-M382, University of California, Berkeley, April 1973.
- Laurence W. Nagel: SPICE2: A Computer Program to Simulate Semiconductor Circuits, Memorandum No. ERL-M520, University of California, Berkeley, Mai 1975 (Dissertation von Nagel).